# Gourmet Night
Gourmet Night var det femte avsnittet i Pang i bygget och ingick i säsong ett. Avsnittet sändes första gången av BBC 17 oktober 1975. Detta avsnitt, liksom de andra, har visats 
ett stort antal gånger i svensk TV. 

## Handling
Den franske restaurangägaren André har ordnat så den grekiske stjärnkocken Kurt fått anställning på Fawlty Towers. Makarna Fawlty hoppas att med hans hjälp kunna göra hotellet känt för sin goda mat. Kurt, som verkar en aning förtjust i Manuel, går entusiastiskt till verket inför den första ”gourmetaftonen” som man annonserat om. Vad ingen frågat är varför en så skicklig kock som Kurt nöjt sig med att ta jobb på det mindre kända Fawlty Towers… Ett kort samtal mellan André och hans gamle vän antyder dock att Kurt tidigare haft någon form av problem. Ett antal förnäma personer (däribland den stroppige överste Hall och hans ganska kortväxta hustru) anländer så den utsatta kvällen. Medan Basil är i full färd med att ställa sig in hos gästerna försöker Polly förtvivlat tala om för honom att saker och ting gått snett ute i köket. Kurt, som tydligen försökt kyssa Manuel och blivit avvisad, är nämligen i full färd med att supa ned sig. En batalj mellan honom och Basil leder till att Kurt slocknar helt och man är utan kock. I ett par bisarra episoder åker Basil och hämtar anka hos André medan Sybil, Polly och Manuel försöker underhålla de allt otåligare gästerna. Vid första försöket råkar Manuel trampa i ankan varvid Basil måste åka en vända till. Denna gång krånglar bilen och den minnesvärda scen där Basil angriper sitt eget fordon med en kvist följer innan han slutligen springande tar sig tillbaka till Fawlty Towers med - en tårta!